# Erganispor
Erganispor ist ein türkischer Fußballverein aus der Stadt Ergani, welcher der Provinz Diyarbakır angehört.

## Geschichte
Erganispor wurde 1938 gegründet. In der Saison 2010/11 stieg die Mannschaft mit 39 Punkten und dem ersten Platz der Gruppe 2 der Bölgesel Amatör Lig in die TFF 3. Lig, die vierte und niedrigste Spielklasse im türkischen Profifußball, auf. Die Saison in der TFF 3. Lig verlief jedoch unglücklich, Erganispor musste am Ende der Saison 2011/12 mit nur 14 Punkten aus 36 Spielen und dem letzten Platz absteigen. Die Saison 2012/13 in der Bölgesel Amatör Lig verlief wieder erfolgreich, der zweite Platz wurde erreicht, der Aufstieg wurde jedoch verpasst. In der Saison 2013/14 belegte die Mannschaft den sechsten Platz.